# روجر غريفيثز
روجر غريفيثز (بالإنجليزية: Roger Griffiths)‏ هو لاعب كرة قدم بريطاني، ولد في 20 فبراير 1945 في هيرفورد في المملكة المتحدة، وتوفي في 19 يوليو 2006. لعب مع نادي هيرفورد ونادي ووستر سيتي.